# Houlala 2 : La Mission
Albums de Ludwig von 88
Houla la !
(1986) Ce jour heureux est plein d'allégresse
(1990)
Houlala 2 : La Mission est le deuxième album studio du groupe de punk rock français Ludwig von 88, paru en novembre 1987.

## Pistes
Lors de la parution en 1987, seules les pistes 1 à 19 étaient présentes. Les pistes 20 à 28 furent ajoutées pour l'édition CD de 1991, composée des 19 morceaux initiaux, du maxi 45t Guerriers balubas et de divers titres et remix.
1. Introduction dramatique
2. Houlala 2 : La Mission
3. Louison Bobet for ever
4. William Kramps tueur de bouchers
5. Le Manège enchanté
6. Guerriers balubas
7. Marcel est amnésique
8. Le Steak de la mort
9. Un cri inutile sur un disque inutile
10. Messire Quentin
11. Les Allumés de Krsna
12. Tuez les tous
13. Fistfuck Playa Club
14. Si jamais les oiseaux…
15. Mr Pif Paf
16. Les Cow-boys et les Indiens
17. Les blobs attaquent la plage
18. Les Fantastiques Aventures de Mr Mac Donald au pays des merveilles
19. 30 millions d'amis
20. Crèpe Suzette
21. Abri atomique
22. William Kramps (remix)
23. Guerriers balubas (super remix)
24. Vengeur masqué
25. Oui-Oui et la Voiture jaune
26. Je t'aime
27. Spock around the clock
28. Le Chant des carpes

## Origines du titre de l'album
Le titre de cet album, qui fait suite à Houla la !, est une allusion au titre du second épisode de la saga Rambo, Rambo 2 : La Mission, sorti en salles en 1985.

## Anecdotes
- William Kramps le tueur de bouchers est un personnage du film Drôle de drame de Marcel Carné, sorti en 1937.